# Лабиринт (Петергоф)
Лабиринт («сад у павильона Темпель») — памятник архитектуры. Расположен в Петергофе, в восточной части Нижнего парка.
Лабиринт изначально был расположен на квадратном участке площадью около 2 га. От центра, в котором располагался бассейн фонтана, расходилось восемь дорожек, которые пересекала кольцевая аллея. В итоге участок был разделён дорожками на 16 куртин-цветников. Дорожки и границы Лабиринта обрамлял низкий шпалерник со стриженными штамбовыми деревьями (кустовой липой).
Обустройство Лабиринта по проекту Николо Микетти было начато в 1721 году (упоминается участие Жана-Батиста Леблона), предположительно проект не был завершён до конца, завершению работ мешали наводнения. При Петре I рядом с бассейном стояли свинцовые золочёные статуи. К середине 1770-х годов Лабиринт обрамляли обводной канал и дорожка. Последнее упоминание о «возобновлении» Лабиринта относится к началу 1880-х годов, на него было ассигновано 500 рублей.
Лабиринт с его фонтаном был утрачен к началу XX века. В 2008 году было анонсировано восстановление; в начале реставрации были вырублены деревья, найдены трубы и бассейн оригинального фонтана. В целом реставрация была завершена в 2010 году, хотя открытие было отложено на следующий год из-за того, что высаженные молодые растения плохо перенесли зиму.
В современном Лабиринте в боскетах посажены яблони и обустроены площадки с нишами для садовых скамеек, в качестве стен участка посажена крупнолистная кустарниковая липа, внутри стен предполагалось высадить плодовые кустарники и однолетние липовые деревья.